# Сюмейє Ердоган Байрактар
Сюмейє Ердоган Байрактар (нар. 22 серпня 1985) — наймолодша з чотирьох дітей Реджепа Тайїпа Ердогана. У 2013 році вона була однією із головних радниць свого батька, який на той час був прем'єр-міністром.

## Сім'я та освіта
Її батько — Реджеп Тайїп Ердоган, а мати — Еміне Ердоган. У неї є двоє братів і сестра: Ахмет Бурак, Неджметтін Білал та Есра. У березні 2016 року вона заручилася з Сельчуком Байрактаром і вийшла за нього заміж 14 травня 2016 року.
Закінчила середню школу Араклі Імама Хатіпа в Трабзоні. Не отримавши бажаної оцінки на вступних іспитах до університету в 2002 році, вона продовжила освіту в Сполучених Штатах. Завдяки стипендії від бізнесмена   вона отримала ступінь бакалавра з соціології та політики в університеті Індіани в Блумінгтоні. Після завершення освіти в 2005 році вона закінчила ступінь магістра економіки в Лондонській школі економіки.

## Кар'єра
У 2010 році вона стала партнером компанії Doruk Izgara Food Trade Limited Company. Повідомляється, що серед партнерів компанії був її брат Білал Ердоган.

## Політика

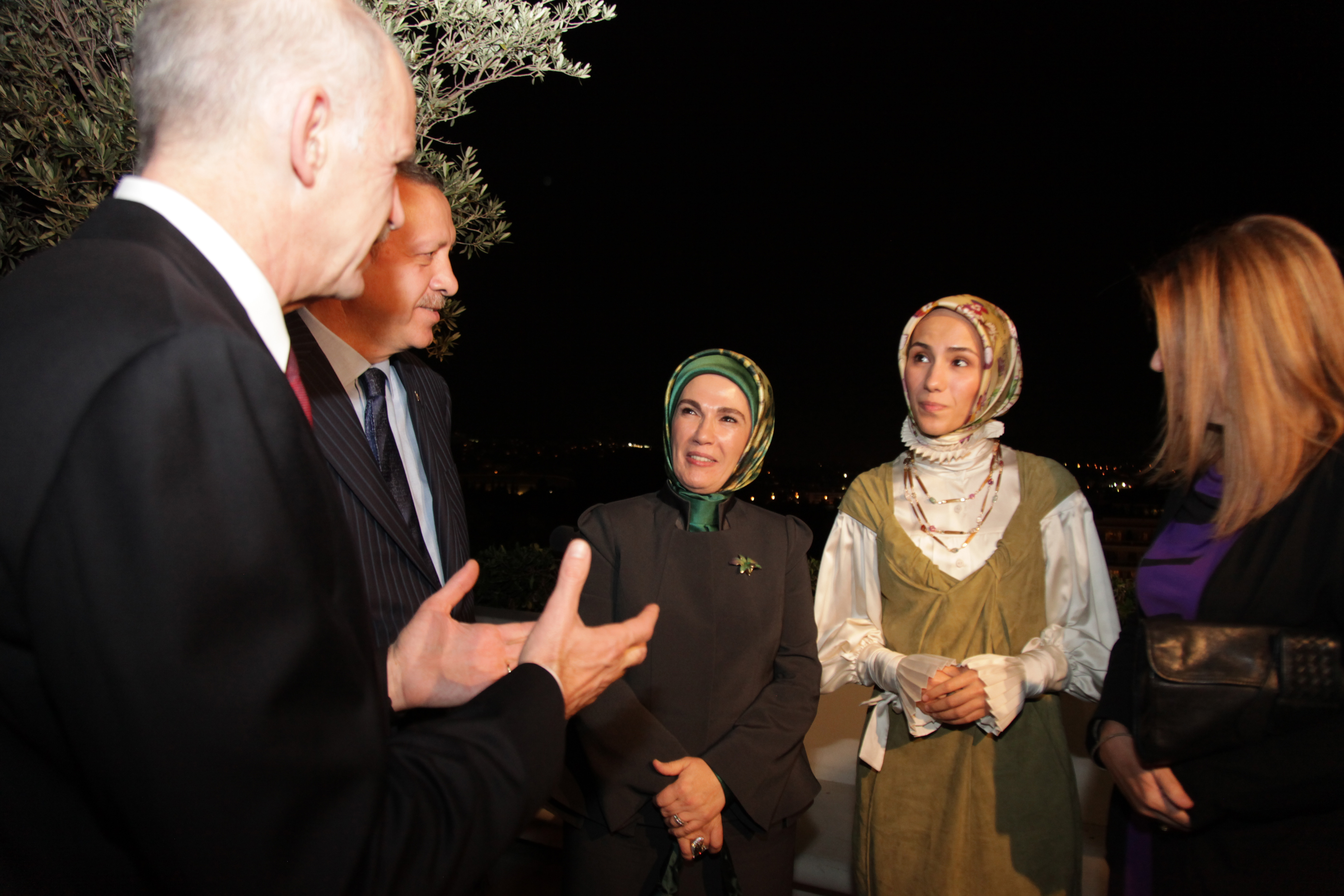
Сюмейє Ердоган (друга справа) з батьками під час візиту до Греції, жовтень 2010 р.

У 2010 році почала працювати консультантом у Партії справедливості та розвитку (ПСР), відповідальною за моніторинг зовнішніх відносин та їх відображення у світовій пресі.  Завдяки цій посаді вона брала участь у багатьох міжнародних поїздках. Вона була радником свого батька протягом чотирьох років, і цю роль вона вирішила перестати виконувати у жовтні 2014 року. Під час протестів у парку Гезі в 2013 році вона брала участь у зустрічах між урядом і різними артистами. Її участь у засіданнях була поставлена під сумнів та перенесена на порядок денний ТБММ для подальшого обговорення.

## Суперечки
Стверджували, що закрили вебсайт, який публікував її фотографії, коли вона перебувала в США. Неназваний чиновник з компанії Hugehost сказав, що після телефонного дзвінка з Анкари вони залишилися стурбованими і більше не могли надавати послуги. 
Сюмейє Байрактар, яка була серед глядачів Генча Османа в Державному театрі Анкари, покинула зал під час вистави, заявивши, що рухи, здійснені за сценарієм, мали на меті образити її. У результаті розслідування було зроблено висновок про відсутність у акторів негативної поведінки і на сцені розіграли звичайний сценарій.
У період після корупційного скандалу 17 грудня були опубліковані записи голосу Сюмейє Байрактар, яка встановлювала порядок денний інструкцій тролів ПСР у Twitter твітувати на їхню користь у соціальних мережах. Знову ж таки, на основі звукозаписів, опублікованих у цей період, з'ясувалося, що разом зі своїм братом Білалом Ердоганом вона за вказівкою батька переказувала гроші з їхніх будинків у різні місця та зустрічалася з Мустафою Латіфом Топбашем щодо вілл, побудованих на археологічних розкопках.
Стверджувалося, що Сюмейє Байрактар домовилася з компанією про видалення опублікованих в Інтернеті новин про її приватне життя в минулому. Пізніше OdaTV повідомила, що з ними зв'язалася компанія, яка стверджувала, що відповідає за «репутацію Сюмейє Ердоган в онлайн-сервісах», і попросила видалити статтю, яку вони опублікували про неї два роки тому.

## Помітки
1. ↑  Güran Giyim's owner, Remzi Gür, provided the scholarship.[5]
2. ↑  There are also allegations that the relations between the Erdoğan family and Remzi Gür have affected some real estate sales.[6]
3. ↑  The press claimed that she received a salary of 25,000 euros. The rumors were rejected by AKP executives.[11]
4. ↑  A review by Barış Zeren on this event: İşte Başbakan'ın kızlarının ABD'deki hayatı. OdaTV. 6 листопада 2013. Архів оригіналу за 26 вересня 2015. Процитовано 14 березня 2014.